# Lawson Aschenbach
Lawson Aschenbach (né le 22 novembre 1983) à Gaithersburg aux États-Unis est un pilote de course automobile international américain.

## Palmarès

### Résultats aux24 Heures de Daytona
| Année | Écurie                                   | Copilotes                                                    | Voiture             | Classe | Tours | Pos. | Class Pos. |
| ----- | ---------------------------------------- | ------------------------------------------------------------ | ------------------- | ------ | ----- | ---- | ---------- |
| 2007  | Racer's Edge Motorsports                 | Justin Lofton (en) Ross Smith Mark Pavan                     | Pontiac GXP.R       | GT     | 359   | Abd. | Abd.       |
| 2008  | Autohaus Motorsports                     | Max Papis Tim Lewis, Jr. Craig Stanton (en)                  | Pontiac GXP.R       | GT     | 590   | 30e  | 16e        |
| 2009  | Orbit Racing                             | Emilio Valverde Lance Willsey Omar Rodriguez Hiram Cruz (de) | Porsche 997 GT3 Cup | GT     | 454   | Abd. | Abd.       |
| 2013  | Marsh Racing (en)                        | Eric Curran Brandon Davis Boris Said                         | Chevrolet Corvette  | GT     | 136   | Abd. | Abd.       |
| 2016  | Stevenson Motorsports                    | Andrew Davis Matt Bell (en) Robin Liddell                    | Audi R8 LMS         | GTD    | 690   | 31e  | 14e        |
| 2017  | Stevenson Motorsports                    | Andrew Davis Matt Bell (en) Robin Liddell                    | Audi R8 LMS         | GTD    | 634   | 21e  | 4e         |
| 2018  | Michael Shank Racing avec Curb Agajanian | Mario Farnbacher Côme Ledogar Justin Marks                   | Acura NSX GT3       | GTD    | 741   | 31e  | 11e        |
| 2020  | Riley Motorsports                        | Gar Robinson Ben Keating Felipe Fraga                        | Mercedes-AMG GT3    | GTD    | 29    | 29e  | 11e        |

### Résultats enWeatherTech SportsCar
| Année | Ecurie                                   | Châssis                     | Moteur                          | Classe | 1      | 2      | 3      | 4      | 5      | 6      | 7     | 8      | 9      | 10     | 11     | 12     | Position | Points |
| ----- | ---------------------------------------- | --------------------------- | ------------------------------- | ------ | ------ | ------ | ------ | ------ | ------ | ------ | ----- | ------ | ------ | ------ | ------ | ------ | -------- | ------ |
| 2017  | Stevenson Motorsports                    | Audi R8 LMS                 | Audi 5,2 l V10 Atmo             | GTD    | DAY 4  | SEB 7  | LBH 13 | AUS 10 | BEL 13 | WGL 9  | MOS 1 | LIM 4  | ELK 3  | VIR 12 | LGA 11 | ATL 13 | 7e       | 283    |
| 2018  | Michael Shank Racing avec Curb Agajanian | Acura NSX GT3               | Acura 3,5 l V6 Turbo            | GTD    | DAY 11 | SEB 7  | MOH 5  | BEL 2  | WGL 14 | MOS 6  | LIM 9 | ELK 8  | VIR 9  | LGA 13 | ATL 12 |        | 9e       | 249    |
| 2019  | Precision Performance Motorsports (en)   | Lamborghini Huracán GT3 Evo | Lamborghini 5,2 l V10 Atmo      | GTD    | DAY    | SEB 12 |        |        |        |        |       |        |        |        |        |        | 22e      | 102    |
| 2019  | Lone Star Racing                         | Mercedes-AMG GT3            | Mercedes-AMG M159 6,2 l V8 Atmo | GTD    |        |        | MOH 11 | BEL 7  | WGL    | MOS 11 | LIM   | ELK 11 | VIR 8  | LGA    | ATL    |        | 22e      | 102    |
| 2020  | Riley Motorsports                        | Mercedes-AMG GT3 Evo        | Mercedes-AMG M159 6,2 l V8 Atmo | GTD    | DAY 11 | DAY 6  | SEB 4  | ELK 6  | VIR 3  | ATL 4  | MOH 2 | CLT 10 | ATL 12 | LGA 9  | SEB 8  |        | 8e       | 245    |